# Giacomo Cattani

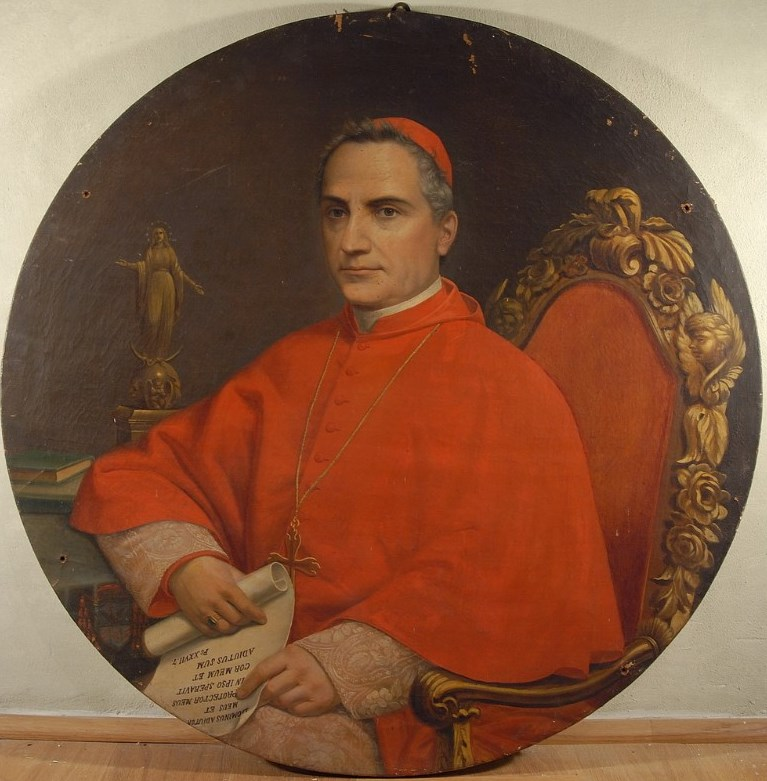
Kardinal Giacomo Cattani

Giacomo Cattani (* 13. Januar 1823 in Brisighella, Provinz Ravenna, Italien; † 14. Februar 1887 in Ravenna) war ein italienischer Geistlicher, Diplomat des Heiligen Stuhls, Kardinal und Erzbischof von Ravenna.

## Leben
Giacomo Cattani, Sohn einer Adelsfamilie, studierte in Faenza und Rom Theologie, Philosophie und Diplomatie. Am 20. September 1845 empfing er die Priesterweihe und setzte seine Studien in Rom fort. 1852 wurde er Kanonikus der Lateranbasilika und Päpstlicher Hausprälat. 1866 wurde er Internuntius in den Niederlanden.
Papst Pius IX. ernannte Cattani im März 1868 zum Apostolischen Nuntius in Belgien und zum Titularerzbischof von Ancyra. Die Bischofsweihe spendete ihm am 12. Juli desselben Jahres Kardinal Costantino Patrizi Naro, Sekretär des Heiligen Offiziums. Mitkonsekratoren waren Pietro de Villanova Castellacci und Antonio Rossi Vaccari. Im April 1875 kehrte Cattani nach Rom zurück und wurde Sekretär der Konzilskongregation. 1877 ernannte ihn Pius IX. zum Apostolischen Nuntius in Spanien.
Papst Leo XIII. erhob ihn am 19. September 1879 zur Kardinalswürde und ernannte ihn 1880 zum Kardinalpriester von Santa Balbina. Seit 22. September 1879 war er zudem Erzbischof von Ravenna. Kardinal Cattani kehrte erst im November 1879 nach Rom zurück, um vom Papst die Ernennungen persönlich entgegenzunehmen. 1881 und 1884 bereiste er zu pastoralen Zwecken seine Erzdiözese. 1887 starb er nach langer schwerer Krankheit und wurde auf dem Hauptfriedhof von Ravenna beigesetzt.